# Serrada
Serrada település Spanyolországban, Valladolid tartományban. Serrada Tordesillas, Villanueva de Duero, Valdestillas, Matapozuelos, Ventosa de la Cuesta és La Seca községekkel határos. Lakosainak száma 1109 fő (2024).

## Népesség
A település népessége az utóbbi években az alábbiak szerint változott:
| Lakosok száma | 1064 | 1106 | 1120 | 1165 | 1221 | 1184 | 1127 | 1136 | 1124 | 1109 |
|               | 2001 | 2004 | 2007 | 2009 | 2012 | 2014 | 2017 | 2019 | 2022 | 2024 |